# Holzstraße 68 (Düren)

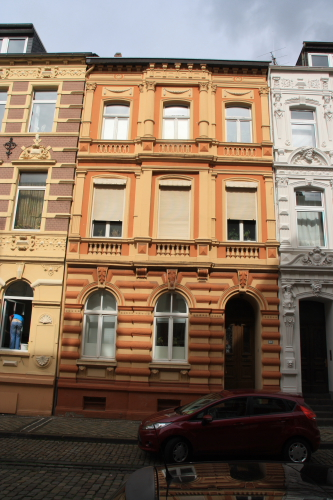
Das Gebäude

Das Wohnhaus Holzstraße 68 steht in Düren in Nordrhein-Westfalen in der Stadtmitte. In der Straße stehen noch mehrere denkmalgeschützte Häuser.
Das dreigeschossige Reihenhaus wurde um 1880 erbaut. Es hat eine dreiachsige spätklassizistische Stuckfassade mit einem seitlichen Eingang. Das Erdgeschoss hat Rundbogenfenster, sonst Stichbogenfenster. Die Mittelfenster sind durch Pilaster eingefasst, die Gesimszone ist als Balustrade ausgebildet.
Das Bauwerk ist unter Nr. 1/103 in die Denkmalliste der Stadt Düren eingetragen.
→ Siehe auch Holzstraße (Düren)